# Die Verdammten der Meere
Die Verdammten der Meere (Originaltitel: Billy Budd) ist ein britischer Abenteuerfilm, nach Herman Melvilles Kurzroman Billy Budd Foretopman von Peter Ustinov 1961 inszeniert. Die Erstaufführung in Deutschland fand am 16. November 1962 statt.

## Handlung
Der Matrose Billy Budd wird im Jahre 1797 von einem Handelsschiff auf das britische Kriegsschiff HMS Avenger zwangsrekrutiert. Budd erscheint etwas naiv und ist darum dem Zynismus der übrigen Mannschaft ausgesetzt. Zuerst handelt er sich den Ärger seiner Kameraden ein, weil er ein unverbesserlicher Optimist ist. Selbst dem schlechten Essen auf dem Schiff gewinnt er noch Gutes ab. Doch seine einnehmende Art macht ihn bald bei der Mannschaft beliebt, auch bei Kapitän Vere. Der Versuch, sich mit dem brutalen Bootsmann Claggart anzufreunden, schlägt jedoch fehl. Claggart ist ein gefühlloser Vorgesetzter, der einzelne Matrosen selbst bei kleinen Vergehen auspeitschen lässt.
Claggart, der gegen Budd wegen dessen Art einen regelrechten Hass entwickelt, will Budd loswerden. Erst will er ein Mordkomplott gegen sich selbst vortäuschen und versucht durch einen Strohmann, Budd dafür zum Mitmachen zu überreden. Doch Budd lehnt ab. Schließlich geht Claggart wütend zu Kapitän Vere und beschuldigt Budd der Anstiftung zur Meuterei. Vere, der schon länger auf eine Chance wartet, den brutalen Claggart vor ein Kriegsgericht stellen zu lassen, glaubt die Anschuldigungen nicht und sieht nun eine Gelegenheit. Der Kapitän bestellt beide in seine Kabine. Claggart bringt seine Anschuldigungen gegen Budd hervor, der keine Worte findet, um sich zu verteidigen. Stattdessen stößt er Claggart im Jähzorn zu Boden, der schlimm mit dem Kopf aufschlägt und stirbt.
Kapitän Vere und seine Offiziere müssen nun Recht sprechen. Ein Schiffsgericht wird einberufen. Erst wollen die Gerichtsmitglieder, die alle für Budd Sympathie empfinden, auf unschuldig erkennen, doch Vere sieht sich schweren Herzens verpflichtet, sie darauf hinzuweisen, dass das Gesetz das nicht zulässt und die Admiralität ein derartiges Urteil nicht akzeptieren würde. Und so wird Budd zum Tode verurteilt.
Am nächsten Morgen wird Budd gehängt. Seine letzten Worte, zum Entsetzen des Kapitäns, sind: Gott schütze Kapitän Vere! Daraufhin zerbricht der Kapitän innerlich und gibt das Kommando ab.
Nach der Hinrichtung ist die Mannschaft am Rande einer Meuterei. Plötzlich wird die Avenger von einem feindlichen Schiff beschossen. Die Mannschaft zögert erst, nimmt dann aber doch den Kampf auf.

## Kritiken
„Ohne den Rang der Vorlage zu erreichen, entwickelt sich doch ein überdurchschnittlicher Abenteuerfilm von hoher darstellerischer und inszenatorischer Intensität, der den Blick über das historische Abenteuer hinaus auf die Problematik von Recht und Gerechtigkeit, Schuld und Unschuld lenkt.“

## Auszeichnungen
1963 Oscar-Nominierung in der Kategorie Bester Nebendarsteller: Terence Stamp

## Hintergrund
- Gleich in seinem Spielfilm-Debüt erhielt Stamp eine Oscar-Nominierung. Im gleichen Jahr wurde er mit dem Golden Globe als vielversprechendster männlicher Neuling ausgezeichnet.
- Der 1990 zum Ritter geschlagene Regisseur Sir Peter Ustinov war als Schauspieler noch bekannter. Er wurde zweimal mit dem Oscar als bester Nebendarsteller ausgezeichnet (1961, 1965). Von 1968 bis zu seinem Tod im Jahre 2004 war Ustinov UNICEF-Botschafter.
- Kameramann Krasker wurde 1951 mit dem Oscar geehrt, Melvyn Douglas sogar zweimal (1964, 1980).
- Technischer Berater für den Film war Captain Alan John Viliers.
- Melvilles Kurzroman wurde drei weitere Male verfilmt: 1955 als Fernsehfilm mit Patrick Macnee, Basil Rathbone und William Shatner, 1988 und 1998 jeweils als Verfilmung von Benjamin Brittens Oper "Billy Budd".